# Roy Evans
Roy Quentin Echlin Evans  (Bootle, 4 oktober 1948) is een Engels voormalig voetbalcoach en voetballer. Hij behaalde succes als coach van Liverpool in de jaren 90. 

## Biografie
Evans speelde van 1965 tot 1974 amper 9 competitiewedstrijden in het eerste elftal van Liverpool, maar nam revanche voor zijn moeilijke spelerscarrière als trainer. Op 30 januari 1994 werd hij coach van Liverpool. Hij volgde de ontslagen clublegende Graeme Souness op. In 1995 won de club onder zijn leiding de Football League Cup. Het Bolton Wanderers van coach Bruce Rioch werd met 2–1 verslagen in de finale. Spelmaker Steve McManaman scoorde beide doelpunten.
Evans verloor met Liverpool de finale van de FA Cup van 1996. Manchester United won de FA Cup na een doelpunt van aanvoerder Éric Cantona in minuut 85.
Roy Evans liet clubiconen als Michael Owen, Jamie Carragher en Steven Gerrard debuteren in het eerste elftal van The Reds. Op 1 juli 1998 kreeg Evans de Fransman Gérard Houllier naast zich, een beslissing van het clubbestuur. Evans nam de maatregel niet in dank af. Beiden fungeerden als hoofdcoach, tot Evans ermee ophield op 12 november 1998.
Houllier ging alleen verder als hoofdcoach, Evans nam een sabbatjaar. Hij maakte het speciale scenario nogmaals mee bij Fulham. De Duitser Karl-Heinz Riedle, oud-voetballer van onder andere Liverpool, werd aangesteld als hoofdcoach naast Evans. Zijn laatste job als hoofdcoach was een functie bij Swindon Town in 2001.

## Erelijst als trainer
Liverpool
- League Cup: 1995